# Tricorn

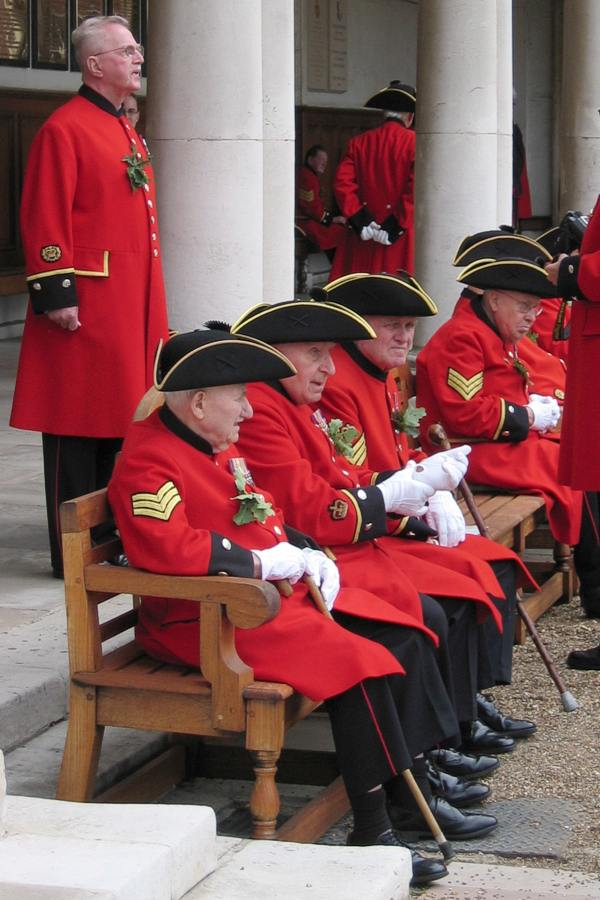
Pensionistes del Chelsea amb els tricorns emprats de la manera més típica amb una punta de front

El tricorn (o capell de tres puntes) és un tipus de barret rígid, d'ús masculí (civil, militar i clerical), que té l'ala doblegada tot formant tres puntes. El tricorni és un tipus de tricorn propi de la Guàrdia Civil espanyola.
El tricorn, usualment negre, té un ala molt ampla que es fixa a cada costat del cap i a la part posterior, la qual cosa dona lloc a una figura triangular. Aquest barret es duia normalment amb la punta cap endavant, com els Chelsea Pensioners del Regne Unit i els patriotes de la Revolució Americana. La copa és baixa, a diferència dels capells usats pels puritans o els barrets de copa alta del segle xix. Hi havia tricorns molt senzills, i també de summament extravagants que incorporaven fins i tot marges i plomes en or o plata.

## Història
El xamberg, barret tou d'ala ampla amb una de plegada, que havia estat la lligadura militar d'ús general en el segle xvii, es va anar modificant progressivament fins a convertir-se en el tricorn, resultat de plegar l'ala per tres punts en comptes d'un. Durant la major part del segle xviii fou la lligadura bàsica dels militars, que el crearen, com també dels civils, que l'adoptaren aviat. A finals del segle xviii, en ser recollida la punta davantera, donà origen a una altra mena de lligadura estretament emparentada, el bicorn o capell de dues puntes, que convisqué amb el tricorn fins a desplaçar-lo.
Des de finals del segle xviii l'ús del tricorn es redueix a ocasions cerimonials o solemnes; per exemple, forma part de l'uniforme de certs cossos tradicionals, com alguns uixers de parlament. Als Estats Units n'usen alguns equips esportius per a commemorar la independència del país.
A títol de curiositat, cal dir que al cap de més d'un segle de la seva obsolescència universal, el tricorn fou recuperat el 1906 com a lligadura de campanya de l'exèrcit suec, sota el nom de trekantmössa (aproximadament 'gorra tricòrnica'), fins a ésser desplaçat per la gorra el 1923.

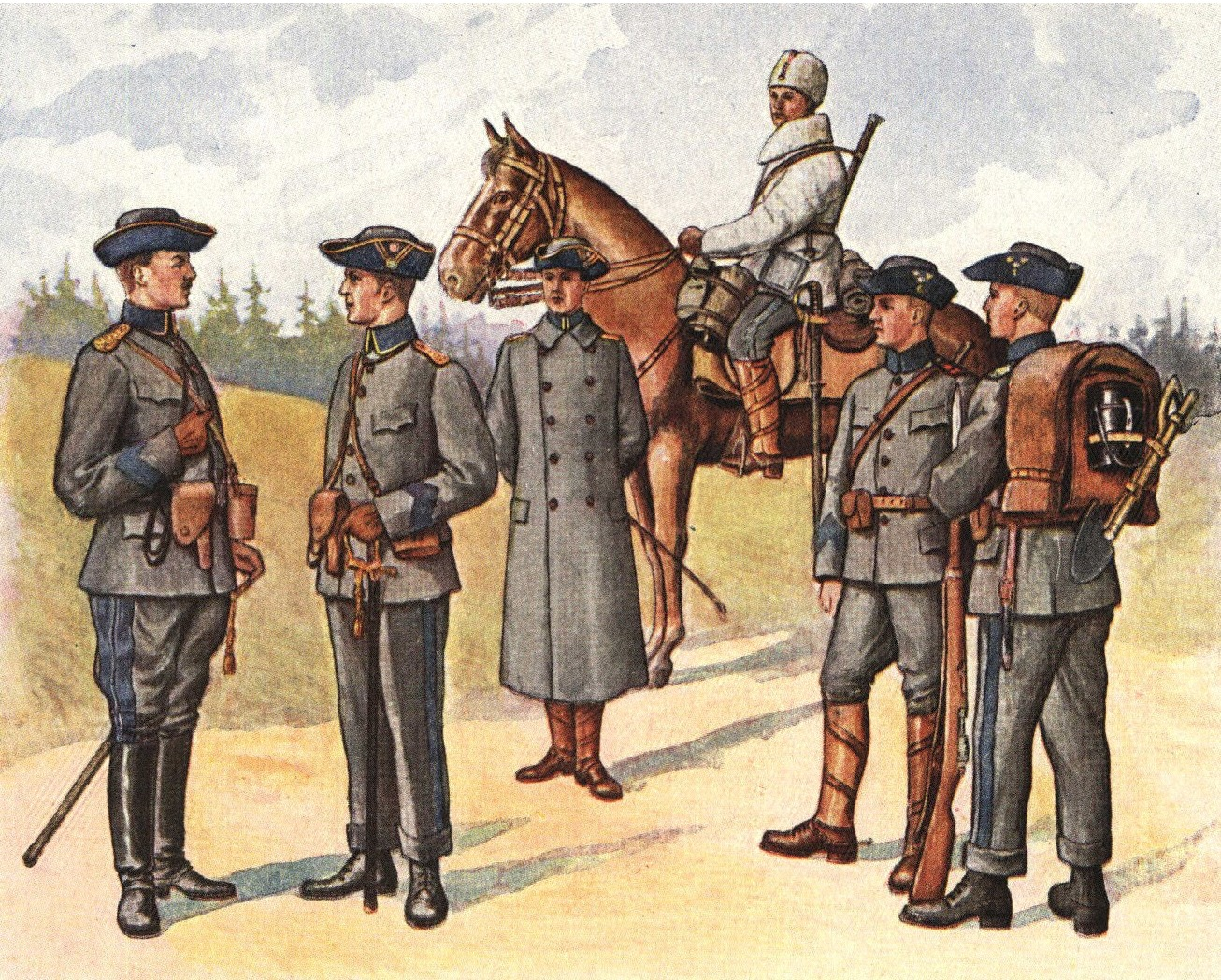
Tricorns en uniformes suecs model 1910 (lleu reforma del model 1906)

## El tricorni
Un tipus específic de tricorn és l'anomenat tricorni, propi i característic de la Guàrdia Civil espanyola des de la fundació (1844), moment en què el tricorn ja era una lligadura anacrònica. El tricorni, fabricat en xarol, sorgí en ser recollida la punta davantera del tricorn. El tricorni constitueix, probablement, l'única excepció a la norma d'extinció generalitzada del tricorn: durant el segle xix i gran part del xx ha estat la lligadura d'ús habitual d'aquest cos policial, el qual encara avui el conserva en l'uniforme de gala.